# Сен-Реми (Эн)
Сен-Реми́ (фр. Saint-Rémy) — коммуна во Франции, находится в регионе Рона — Альпы. Департамент — Эн. Входит в состав кантона Перонна. Округ коммуны — Бурк-ан-Брес.
Код INSEE коммуны — 01385.

## География

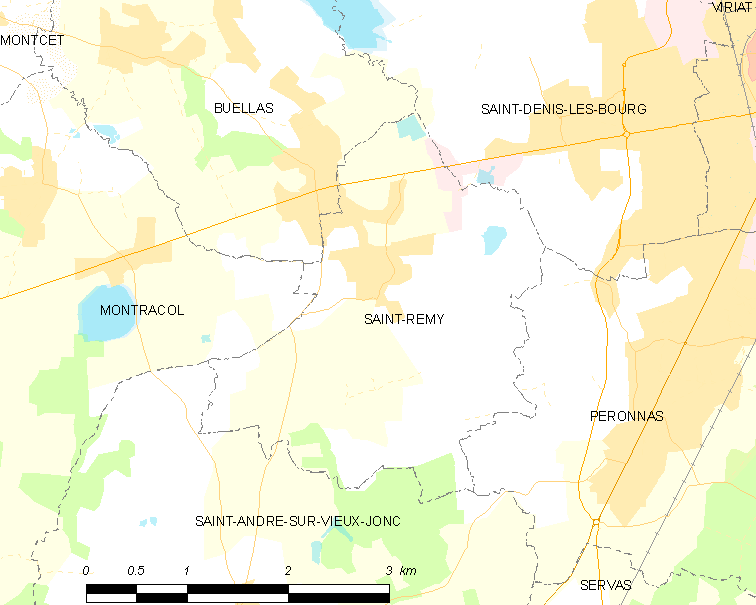
Карта коммуны

Коммуна расположена приблизительно в 370 км к юго-востоку от Парижа, в 55 км северо-восточнее Лиона, в 5 км к западу от Бурк-ан-Бреса.
На востоке коммуны протекает река Вель, а на западе — реки Вьё-Жон и Кон (фр. Cône).

## Климат
Климат полуконтинентальный с холодной зимой и тёплым летом. Дожди бывают нечасто, в основном летом.

## Население
Население коммуны на 2010 год составляло 906 человек.
| 1962 | 1968 | 1975 | 1982 | 1990 | 1999 | 2010 |
| ---- | ---- | ---- | ---- | ---- | ---- | ---- |
| 303  | 302  | 432  | 551  | 668  | 812  | 906  |

## Администрация
| Период | Период | Фамилия         | Партия | Примечания |
| ------ | ------ | --------------- | ------ | ---------- |
| 1961   | 2001   | Артюр Шанель    |        |            |
| 2001   | 2008   | Поль Фове-Месса |        |            |
| 2008   | 2009   | Жан-Ив Раффен   |        |            |
| 2009   | 2014   | Моник Брюйер    |        |            |
| 2014   | 2020   | Мартин Дюзонше  |        |            |

## Экономика
В 2010 году среди 582 человек трудоспособного возраста (15—64 лет) 467 были экономически активными, 115 — неактивными (показатель активности — 80,2 %, в 1999 году было 78,0 %). Из 467 активных жителей работали 443 человека (227 мужчин и 216 женщин), безработных было 24 (11 мужчин и 13 женщин). Среди 115 неактивных 48 человек были учениками или студентами, 47 — пенсионерами, 20 были неактивными по другим причинам.

## Достопримечательности
- Церковь Св. Ремигия (XII век). Исторический памятник с 1926 года.[4]